# Selektivni zaviralec ponovnega privzema serotonina
Selektivni zaviralci ponovnega privzema serotonina (SSRI, angl. selective serotonin reuptake inhibitors) so skupina antidepresivov, ki specifično zavirajo transport sproščenega serotonina nazaj v živčne končiče v osrednjem živčevju. Danes se najpogosteje predpisujejo med antidepresivi, saj imajo v primerjavi s starejšimi antidepresivi večji terapevtski indeks in jih bolniki v splošnem bolje prenašajo. Njihove glavne lastnosti so
učinkovitost pri zdravljenju praktično vseh oblik depresivnih motenj, enostavno odmerjanje, varnost in blagi ter predvsem manj pogosti neželeni učinki kot pri tricikličnih antidepresivih in zaviralcih monoaminooksidaze.
Uporabljajo se tudi pri zdravljenju obsesivno-kompulzivnih motenj, tesnobnosti, bulimije, posttravmatske stresne motnje ipd.

## Mehanizem delovanja
Etiologija nastanka depresije je dokaj nejasna, obstajajo pa različne hipoteze.  Še vedno najbolj uspešna za terapevtski pristop zdravljenja depresije je tako imenovana monoaminska teorija, ki se povezuje nastanek depresivne motnje s pomanjkanjem monoaminskih živčnih prenašalcev, med drugim serotonina, v osrednjem živčevju. SSRI selektivno zavirajo serotoninski prenašalec, ki omogoča ponovni privzem kar 90 % sproščenega serotonina iz sinaptičnih špranj osrednjega živčevja. Posledično povišana raven serotonina aktivira postsinaptične in presinaptične serotoninske receptorje. Povečana koncentracija serotonina v sinapsi ne pripelje takoj do močnejšega prenosa signala v postsinaptični nevron. Nevroni se na to odzovejo počasi z znižanjem občutljivosti presinaptičnih receptorjev (navzdolnje uravnavanje receptorjev), kar traja nekaj tednov in razlaga, zakaj učinek nastopi šele tedne po začetku zdravljenja.

## Uporaba
Selektivni zaviralci ponovnega privzema serotonina so v skladu s sodobnimi smernicami za zdravljenje depresije zdravila prvega izbora pri zdravljenju depresivnih motenj. in so danes najpogosteje uporabljeni antidepresivi. Poleg tega se uporabljajo tudi pri zdravljenju kompulzivna motnja|obsesivno-kompulzivnih motenj, tesnobnosti, motenj hranjenja (npr. bulimije), posttravmatske stresne motnje, kronične bolečine, migrene in nekaterih hormonsko pogojenih motenj, kot je dismenoreja.

## Predstavniki
Med selektivne zaviralce ponovnega privzema serotonina spadajo med drugimi naslednje učinkovine:
- citalopram,
- escitalopram,
- fluvoksamin,
- fluoksetin,
- paroksetin,
- sertralin.

Indalpin in zimelidin so umaknili s trga.

## Neželeni učinki
Najpogostejši neželeni učinki selektivnih zaviralcev ponovnega privzema serotonina so:
- gastrointestinalni: siljenje na bruhanje, bruhanje, driska, zaprtje, bolečine v prebavilih,
- nevrološki: nespečnost, nervoznost, nemir, vrtoglavica, glavoboli, tesnobnost, včasih epileptični napadi,
- avtonomni: potenje, suha usta, meglen vid,
- spolne motnje,
- preobčutljivostne reakcije.

V zadnjem času so SSRI predmet številnih kritik in kontroverznih opažanj, saj dokazano povečajo samomorilnost pri mladostnikih, medtem ko na odraslo populacijo nimajo takega učinka.

## Interakcije
SSRI sicer delujejo selektivno na serotoninski sistem, vendar kljub temu pogosto stopajo v interakcije. Najpogostejši vzrok resnega in potencialno smrtnega medsebojnega učinkovanja je kombinacija SSRI in zaviralcev monoaminooksidaze. Nastane lahko namreč tako imenovani serotoninski sindrom, ki se lahko pojavi hitro po aplikaciji (nekaj minut do 24 ur) in potrebno je takojšnje ukrepanje. Znaki serotoninske toksičnosti se kažejo na treh ravneh: v spremenjenem mentalnem statusu (razdraženost, zmedenost, manija), v hiperaktivnosti avtonomnega živčevja (znojenje, driska, vročina, drgetanje) in v živčno-mišičnih spremembah (hiperrefleksija, mioklonus, tremor). Pri souporabi drugih učinkovin s serotoninergično aktivnostjo (npr. selektivni serotoninski agonisti oz. triptani; metoklopramid, sibutramin; narkotični analgetiki, kot sta petidin in tramadol ...) je tveganje za nastanek serotoninskega sindroma manjše, vendar njihova uporaba kljub temu ni priporočljiva.
Sicer pa pri uporabi SSRI prevladujejo farmakokinetične interakcije na osnovi presnov, saj zavirajo aktivnost citokromnih encimov P450, ki so pomembna pot presnove številnih drugih učinkovin. Previdnost je potrebna na primer pri uporabi nekaterih antipsihotikov (npr. klozapina, haloperidola, risperidona), teofilina itd. V največ tovrstnih interakcij vstopata fluvoksamin in fluoksetin, v najmanj pa escitalopram in citalopram.